# Tylocarcinus
Tylocarcinus is een geslacht van kreeftachtigen uit de klasse van de Malacostraca (hogere kreeftachtigen).

## Soorten
- Tylocarcinus dumerilii (H. Milne Edwards, 1834)
- Tylocarcinus meijensis Dai, Cai & Yang, 1994
- Tylocarcinus nanshensis Dai, Cai & Yang, 1994
- Tylocarcinus sinensis Dai, Yang, Feng & Song, 1978
- Tylocarcinus styx (Herbst, 1803)